# No Limit (1935)
No Limit is een Britse muzikale filmkomedie die in 1935 werd gefilmd door Associated Talking Pictures. De hoofdrollen werden gespeeld door George Formby en Florence Desmond.

## Verhaal
George Shuttleworth (George Formby) is een schoorsteenvegersknecht uit Wigan die ervan droomt de Tourist Trophy van Man te 
winnen. Hij krijgt de "Rainbow Motorcycle Company" echter niet zover hem een motorfiets ter beschikking te stellen en besluit er zelf een te bouwen, de "Shuttleworth Snap", die is opgebouwd uit onderdelen van een oude Rainbow-motorfiets. Als hij zijn motorfiets aan een groep kinderen laat zien, laat hij de motor even lopen. Hij stoot de machine van de standaard waardoor deze door een hek van zijn buurman mr. Hardacre (Ernest Sefton) rijdt. Hardacre vindt het idee om naar het eiland Man te gaan belachelijk.

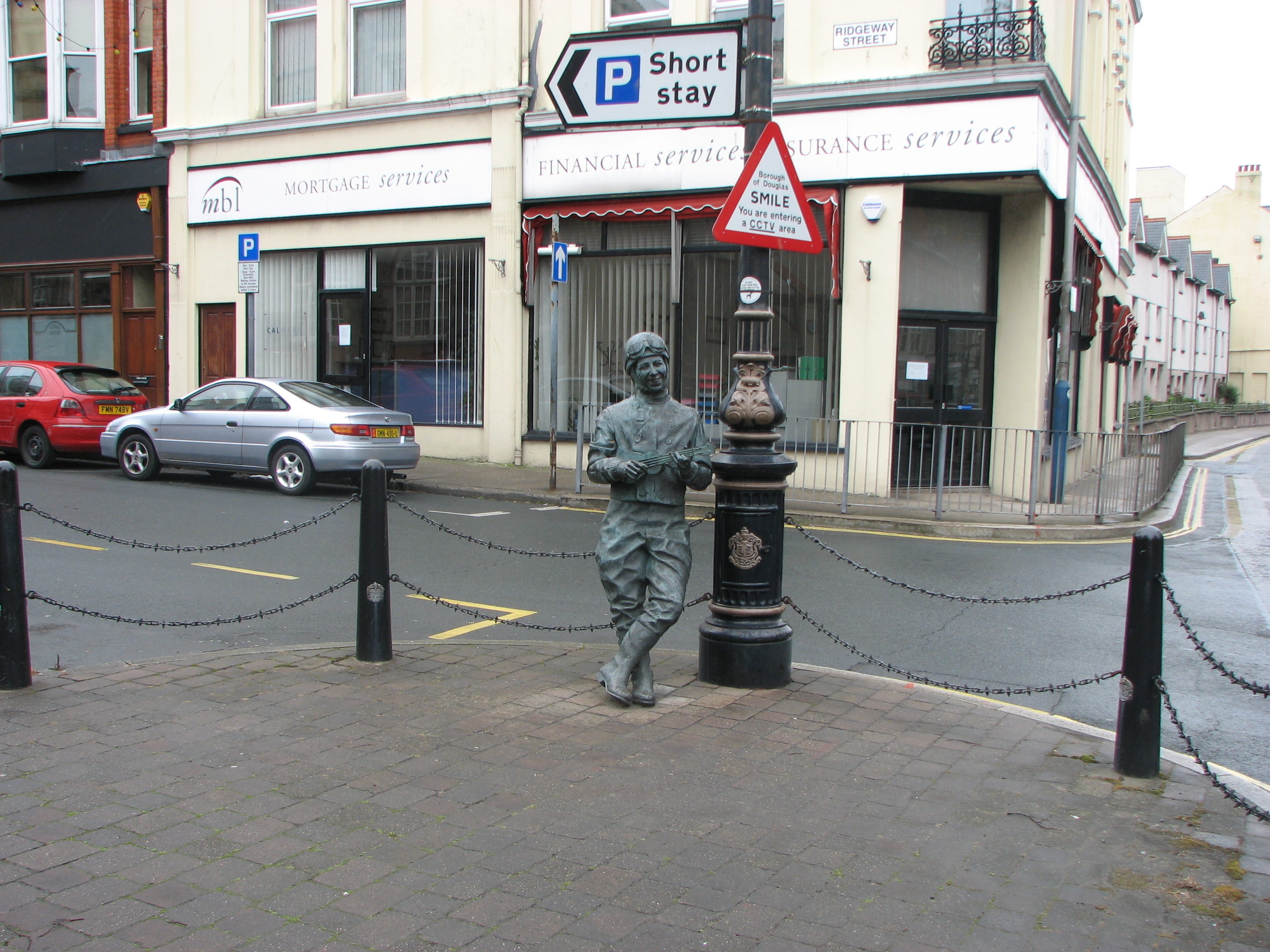
Standbeeld van George Formby in coureurspak mét ukelele in Ridgeway Street in Douglas. Het beeld refereert aan zijn liedje "Leanin' on a Lamppost"

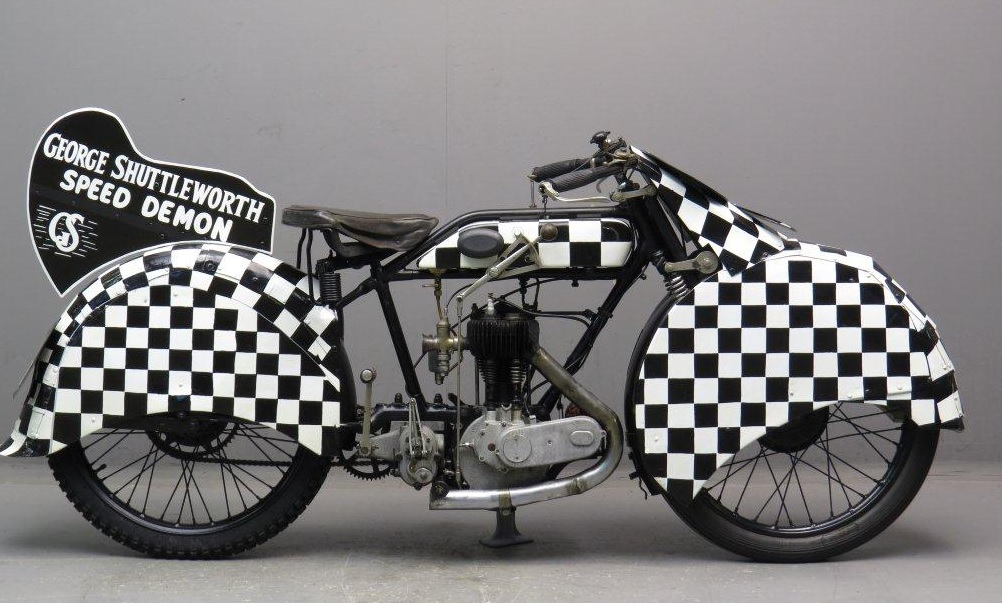
Replica van de "Shuttleworth Snap", in feite een flattank AJS Model H5 uit 1927.

George vraagt zijn moeder (Florence Gleason) om hem vijf pond te lenen voor de overtocht naar het eiland Man. Dat kan ze niet, maar ze leent zonder diens medeweten het geld van zijn grootvader (Edward Rigby) die het verstopt heeft in de voering van de sofa. Met dit "geleende" geld van zijn opa stapt George op de trein naar Liverpool en hij scheept zich in op de boot naar Douglas. Terwijl hij zich inscheept wordt zijn aandacht getrokken door de aankomst van andere, bekendere coureurs, zoals Bert Tyldesley (Jack Hobbs), die aan boord gaat met de secretaresse van de directeur van de Rainbow Motorcycle Company, Florrie Dibney (Florence Desmond). Bert heeft dan al wat geflirt met Florrie en is duidelijk geïnteresseerd in haar.
George probeert samen met Tyldesley en een andere coureur, Norton (Alf Goddard), op de foto te komen, maar als ze klaar gaan staan voor de foto komt er een grote krat op hen af gegleden. Om Florrie te redden duwt George haar opzij waardoor haar hoed over de railing van het schip valt. In het gedrang dat ontstaat wordt de hoed van George van zijn hoofd geslagen, zonder dat hij dat in de gaten heeft. In zijn hoed zit echter zijn portefeuille met zijn ticket en zijn geld verstopt.
Florrie heeft niet in de gaten dat George haar zojuist gered heeft maar is boos vanwege het verlies van haar hoed. Ze draagt George op naar beneden te klimmen om haar hoed op te halen. George klimt langs een touw naar beneden, maar als het vertreksein wordt gegeven trekt een matroos het touw omhoog en George valt in het water.
De passagiers waarschuwen de bemanning en er worden reddingsboeien uitgegooid. George wordt naar de machinekamer gebracht om te drogen. Daardoor krimpt zijn pak en als hij bovendeks komt wordt hij begroet door Florrie, die hem bedankt voor het redden van haar hoed. Ze merkt op dat een van de zakken van zijn pak gescheurd is en leent naald en draad van een andere passagiere om dit te herstellen. Terwijl ze dat doet ontdekt ze een foto in zijn jaszak. Het is de foto van George met zijn motorfiets die hij met een tweede brief naar de Rainbow Motorcycle Company had gestuurd. Florrie had deze correspondentie afgehandeld. Zij besluit een grap uit te halen. Uit zijn brief kent ze zijn persoonlijke omstandigheden en met die kennis leest ze zijn hand.
Dan komt de beroemde coureur Bert Tyldesley kennis maken. Hij nodigt Florrie en George uit om iets te gaan drinken. George, onder de indruk van Tyldesley, biedt aan vooruit te gaan om alvast iets te bestellen. In de bar is het erg druk en George's pogingen om iets te bestellen lopen op niets uit omdat hij door het personeel genegeerd wordt. In de drukte krijgt hij een flauwte en hij zakt in elkaar, waarop de kelner opmerkt dat hij "genoeg heeft gehad". Als even later Tyldesley de drank bestelt wordt hij meteen geholpen.
Als George later drankjes wil bestellen, merkt hij dat zijn hoed met zijn portefeuille verdwenen is. Hij gaat zijn hoed zoeken. George laat Tyldesley onverschillig, maar als de drankjes komen biedt Florrie aan ze te betalen en daarna gaat ze George zoeken. Terwijl George over het dek loopt om zijn hoed te zoeken wordt hij aangesproken door een passagier die hem zijn hoed teruggeeft. Op dat moment komt Florrie bij hen. Als George in zijn portefeuille kijkt, ziet hij dat zowel zijn ticket als zijn geld verdwenen zijn.
Dan komt er een bemanningslid langs om de tickets te controleren. Florrie besluit in te grijpen. Ten opzichte van de enigszins dronken passagier doet ze zich voor als kaartjescontroleur en zo weet ze hem zijn ticket afhandig te maken. Dat geeft ze vervolgens aan George. Daarna geeft ze het ticket terug aan de dronken passagier omdat ze "niet wil dat hij de rest van de weg moet lopen".
Bij aankomst in Douglas begeleidt George Florrie naar het Vista Superba guest house en draagt haar koffer naar binnen. De huisbazin - Mrs. Horrocks (Beatrix Fielden-Kaye) - is erg streng en als Florrie informeert of George al een slaapplaats heeft meldt ze meteen dat zij geen plaats meer heeft. Dan zegt Florrie dat George maar in hetzelfde hotel als "de andere TT-rijders" moet gaan wonen. Mrs. Horrocks' houding verandert meteen en ze vertelt dan dat ze toch nog een vrije kamer heeft doordat er iemand heeft geannuleerd. George krijgt haar beste kamer met uitzicht op zee.
George heeft echter geen geld, en Florrie haalt hem over de kamer te nemen op basis van het feit dat hij kan betalen als hij de race gewonnen heeft. Terwijl Mrs. Horrocks hem naar zijn kamer brengt wenst ze hem een prettig verblijf van veertien dagen. George vertelt haar dat hij maar een week blijft, alleen voor de races. Daarop vertelt Mrs. Horrocks hem dat de races een week zijn uitgesteld wegens werkzaamheden bij Ballig Bridge.
Enkele dagen later is George in zijn kamer als Mrs. Horrocks binnenkomt met de rekening. Ze vraagt hem of hij meteen wil betalen of later op de dag. George belooft haar later op de dag te betalen. Terwijl Mrs. Horrocks vertrekt komt Florrie binnen en George laat haar zijn rekening zien. Zij vraagt of zijn moeder hem geen geld kan sturen, maar George vertelt haar dat zij al geld van opa "geleend" had zonder diens medeweten.
Daarop stelt Florrie voor dat hij tijdelijk werk zoekt, maar voor een schoorsteenvegersknecht is er weinig werk in juni. Dat brengt Florrie op een idee. Als hij zijn gezicht zwart maakt kan hij op het strand als "Singing Minstrel" geld verdienen. Met tegenzin gaat George hiermee akkoord.
Ze gaan samen naar het strand en George neemt zijn plaats in op de trappen van een strandcabine. Florrie trekt de aandacht van het publiek en George begint te zingen. Tyldesley en Norton wandelen langs het strand en merken de menigte rond George op. Ze zien dat Florrie met de hoed van George geld ophaalt. Tyldesley vraagt wat ze aan het doen is en zij zegt dat ze alleen van de muziek geniet. Tyldesley ziet echter wat er aan de hand is en hij wordt door Norton opgehitst om zelf, als beroemde coureur, te collecteren en op die manier meer geld binnen te halen. Tyldesley ziet Mrs. Horrocks en vraagt haar om een bijdrage temeer omdat de muzikant een van haar huurders is.
Mrs. Horrocks wordt boos en gaat naar George met de mededeling dat ze een respectabel pension runt waar geen straatmuzikanten welkom zijn. Ze draagt hem op naar het pension te gaan en zijn spullen te pakken. Florrie grijpt weer in: ze vertelt het publiek dat George helemaal geen straatmuzikant is, maar motorcoureur en dat hij alleen geld inzamelt voor een goed doel. Ze ziet in de verte een collectant voor de "Bird Sanctuaries of the Frozen North" en zegt dat dit het goede doel is. Ze roept de collectant en geeft hem het opgehaalde geld.
Als de trainingsdag is aangebroken heeft George zich verslapen. Florrie wekt hem en George vertrekt naar de TT Grandstand. Florrie wacht samen met George tot hij zijn trainingsronde mag starten en dringt hem op het hart voorzichtig te zijn, vooral op de berg.
Tyldesley en Norton doen nogal meewarig over George en zijn zelfgemaakte motorfiets en als George wegrijdt wordt hij gevolgd door een grote rookwolk, tot vermaak van Tyldesley en Norton. Bij Quarterbridge besluit George om meer gas te geven, maar zijn gashendel breekt af en George probeert te remmen maar ook zijn rem weigert. Zijn motorfiets is nu bijna oncontroleerbaar geworden en de tijdwaarnemers langs het 60 km lange stratencircuit zijn verbaasd over zijn snelle tijden.
Plotseling stapt er een dame met een kind de weg op. Ze laat het kind op de weg staan om een hek te sluiten, terwijl George aan komt stormen. Om het kind te ontwijken stuurt George van de weg af om in een veld tot stilstand te komen. George rijdt desondanks een ronderecord.
Thuis in Wigan leest moeder Shuttleworth de krant terwijl opa zich beklaagt over het feit dat George in zijn ogen een nietsnut is. Moeder laat hem de lokale "Slagdyke Gazette" zien met de kop: "Dare Devil Shuttleworth Breaks TT Record". De houding van opa verandert meteen. Hij wil deelgenoot worden van het succes van George en draagt zijn dochter op de koffers te pakken om naar het eiland Man af te reizen.
Na de trainingen beginnen de andere coureurs zich zorgen te maken over het succes van George, die zijn snelle ronde te danken heeft aan een vastzittend gashendel en een falende rem. Vooral Norton is bezorgd. Hij biecht zijn teammanager Turner (Howard Douglas) op dat hij met zijn nieuwe "Sprocket" motorfiets Tyldesley wel kan verslaan, maar hij twijfelt of dat met George Shuttleworth ook zal lukken. Ook Turner maakt zich zorgen en besluit George te dwarsbomen.
Intussen krijgt George rust voorgeschreven van een arts (Arthur Young), die hem behandelt aan de gevolgen van zijn trainingsrit, waardoor George in shock verkeert. Bij het horen van een motorfiets op straat vertelt George de arts dat hij geen motorfiets meer kan zien, laat staan erop rijden. Als de dokter vertrekt komen Turner en Norton informeren hoe het met George gaat. Turner ziet dat het fysiek goed met hem gaat, hoewel hij het op het nippertje overleefd heeft. Hij merkt op dat de motorsport zo'n opwindende coureur niet mag kwijtraken. Hij vertelt George dat hij het Sprocket Motorcycle Team vertegenwoordigt en vraagt hem of hij voor dat team wil rijden. George trilt nog van angst en vertelt hem dat hij dat voor nog geen vijftig pond zou doen. Turner geeft hem daarop meteen vijftig pond met de afspraak dat George inderdaad niet zal starten.
Met zijn nieuw verworven rijkdom gaat George Florrie ophalen om haar te verwennen. Als zij vraagt hoe hij plotseling aan dat geld komt zegt George alleen dat ze zich geen zorgen hoeft te maken. Intussen zien Norton en Turner hoe George zich vermaakt terwijl hij ziek in bed zou moeten liggen. Turner overtuigt George om terug te gaan naar het pension en zijn motorfiets stuk te slaan zodat hij zeker niet kan racen. George belooft dat te doen, maar blijft in werkelijkheid bij Florrie, heimelijk gevolgd door Turner en Norton.
Na deze drukke dag gaan Florrie en George uitrusten op de landtong buiten Douglas. Florrie praat over de schoonheid van het eiland Man en George zegt dat hij het voor haar zou kopen als hij maar genoeg geld had. Florrie merkt op dat hij genoeg geld zal hebben als hij de race gewonnen heeft, en dat George een grote beroemdheid zal worden. Daarop vertelt George haar dat dat niet zal gebeuren en mompelt dat hij niet zal rijden omdat zijn motorfiets niet raceklaar is. Ze wandelen terug naar het pension, maar als ze Turner en Norton (die hen nog steeds volgen) zien, krijgt George haast. Florrie ergert zich aan zijn haast om naar het pension te gaan.
De volgende dag brengt George zijn "Shuttleworth Snap" naar de Marine Drive, waar hij Turner en Norton ontmoet. Norton overtuigt hem ervan dat hij - wanneer hij gezien wordt bij het vernielen van zijn motorfiets - moet zorgen dat het eruitziet als een ongeluk. Hij stelt voor dat George de motor tot aan de klippen rijdt en er dan af springt net voordat de motor naar beneden stort. George begint met tegenzin aan het in scène zetten van het "ongeluk", maar als hij de klippen nadert verschijnt er een bergbeklimmer die hem waarschuwt voor het gevaar om te dicht langs de rand te rijden. George rijdt daarop terug naar Turner en Norton.
Norton en Turner halen hem dan over om nog een poging te doen, maar die mislukt ook. Bij de derde poging rijdt George de machine over de rand en Turner en Norton haasten zich om over de rand van de klif te kijken en de schade op te nemen. Ze gaan ervan uit dat George daar ook ligt en vertrekken, overtuigd dat hun probleem is opgelost. George heeft in zijn val echter een tak kunnen grijpen. Die zwiept omhoog en George landt boven op Turner en Norton. Turner, Norton en George gaan dan samen naar hun hotels, die naast elkaar liggen.
Als George de tuin van zijn pension inloopt, wordt hij verrast door Florrie die hem vraagt zijn ogen te sluiten want ze heeft een verrassing voor hem. Als George zijn ogen opent ziet hij niet meteen wat die verrassing is, maar Florrie wijst hem op een gloednieuwe Rainbow motorfiets die speciaal voor hem verscheept is. Na zijn succes in de training is haar baas, Mr. Higgins (Peter Gawthorne), overtuigd van zijn capaciteiten en hij heeft de motorfiets gestuurd. George is zo onder de indruk dat hij flauwvalt.
Mrs. Horrocks maakt een kop thee voor George om hem weer een beetje bij zijn positieven te brengen. In de naastgelegen tuin doen de andere coureurs wat oefeningen met een bal. Als die bal over de schutting vliegt raakt hij George op het hoofd. Tyldesley komt de tuin in om de bal terug te halen en vraagt wat die motorfiets daar doet. Florrie vertelt hem dat de motorfiets voor George is, waarop Tyldesley woedend wordt.
Mr. Higgins arriveert om kennis te maken met George, maar Tyldesley komt tussenbeide en protesteert omdat George officieel fabriekscoureur voor Rainbow is geworden. Higgins vindt dat de deelname van George goed voor het bedrijf is, maar Tyldesley weigert te starten als George deelneemt. Hij krijgt vervolgens van Turner het aanbod om voor de Sprocket Motorcycle Company te rijden, wat Tyldesley aanneemt.
Mr. Higgins drukt George op het hart dat het nu heel belangrijk is dat hij het goed doet in de race, maar Turner komt tussenbeide en vertelt dat George helemaal niet rijden zal. Daardoor ontstaat verwarring en zowel Mrs. Horrocks als Florrie vragen George om uitleg. George doet er geheimzinnig over maar Florrie blijft aandringen. George maakt gebruik van de aankomst van zijn moeder en zijn grootvader om zich uit de voeten te maken.
Als de dag van de race aanbreekt is George nog steeds vermist. Terwijl de coureurs zich verzamelen bij de Grandstand begint de BBC-commentator (Evelyn Roberts) met het verslag van de gebeurtenissen. Hij zegt ook: "Geen enkele grote race is zonder drama en dit is geen uitzondering. George Shuttleworth, de nieuwe publiekslieveling na zijn prestaties in de training, is in rook opgegaan".
In de pit maakt Florrie zich zorgen over George. Mr. Higgins hecht weinig waarde aan de verklaring van Florrie. Hij denkt dat George nooit de bedoeling heeft gehad om te racen. Intussen zijn de moeder en opa van George ook ongerust en ze zoeken in het rennerskwartier naar George. Als Florrie de pit van Tyldesley passeert vraagt hij of zij naar hem op zoek is. Florrie in niet geïnteresseerd in zijn arrogante gedrag en verklaart dat zij vermoedt dat er gesjoemeld is. Tyldesley is het met haar eens. Hij vertelt haar dat George door Turner is omgekocht met vijftig pond om niet te rijden. Florrie gelooft hem niet, maar hij biedt aan haar naar George te brengen omdat een van zijn teamleden hem had gezien bij Douglas Head.
Tyldesley en Florrie gaan naar de pit, waar Florrie de moeder en de opa van George vertelt dat George op Douglas Head is. Grootvader Shuttleworth gaat daarnaartoe en zorgt ervoor dat George in de race start.
Uiteindelijk wint George de wedstrijd én het meisje.

## Rolverdeling
| Acteur               | Personage               |
| -------------------- | ----------------------- |
| George Formby        | George Shuttleworth     |
| Florence Desmond     | Florrie Dibney          |
| Edward Rigby         | Grootvader Shuttleworth |
| Florence Gleason     | moeder Shuttleworth     |
| Beatrix Fielden-Kaye | Mrs. Horrocks           |
| Howard Douglas       | Turner                  |
| Jack Hobbs           | Bert Tyldesley          |
| Alf Goddard          | Norton                  |
| Peter Gawthorne      | Mr. Higgins             |
| Eva Lister           | Rita                    |
| Evelyn Roberts       | BBC commentator         |
| Ernest Sefton        | Mr. Hardacre            |
| Arthur Young         | dokter                  |

## Crew
- Producent - Basil Dean
- regisseur - Monty Banks
- Scenario - Tom Geraghty/Fred Thompson naar een verhaal van Walter Greenwood
- Artdirector- J.Elder Willis
- Geluid - John W.Mitchell
- Montage- Jack Kitchen
- Muziek - Ord Hamilton and his Twentieth Century Band

## Liedjes
- "Riding in the TT Races". Gezongen door George Formby en geschreven door Cliffe & Gifford
- "Riding Around on a Rainbow".  Gezongen door George Formby en Florence Desmond en geschreven door Fred E. Cliffe
- "In a Little Wigan Garden". Gezongen door George Formby en geschreven door Cliffe & Gifford
- "Your Way is My Way". Gezongen door George Formby en geschreven door Harry Parr-Davis

## Trivia
- "No Limit" gebruikte de Isle of Man TT van 1935 als achtergrond. Veel buitenscènes werden op het eiland Man gedraaid, onder andere bij Douglas Beach, White City, Douglas Head Road, de Palace Ballrooms, de Douglas Camera Obscura en de omgeving van Ballig.
- Veel stunts werden uitgevoerd door echte coureurs van het eiland Man, waaronder Bertie en Harold Rowell. Bertie had al enkele jaren ervaring in de Manx Grand Prix, maar Harold nam in 1935 voor het eerst deel. Ook leden van de Peveril Motor Cycle Club voerden stunts uit, waaronder Cyril Standen die door de voordeur van het Ballacraine Hotel reed en de rivier in reed bij Sulby.
- Hoewel nergens rechtstreeks naar een motorfietsmerk wordt verwezen, doen een aantal namen onwillekeurig denken aan bestaande merken of personen. "Norton" is daarbij het meest direct, maar ook "Turner". Edward Turner was in die tijd nog technisch directeur van het merk Ariel en de "Rainbow" motorfiets die George Shuttleworth in de race gebruikte lijkt het meest op een Ariel Twin Port model. De naam "Rainbow" zou weer kunnen zijn afgeleid van "Sunbeam".
- De "Shuttleworth Snap" was een verklede AJS H5, en onder de stroomlijnspatborden zaten nog gewoon de "normale" spatborden van het originele model. Er zijn er meerdere van gebruikt, en ook van de replica op de foto vermoedt men dat dit een van de motorfietsen uit de film is.